# Kühlergrill

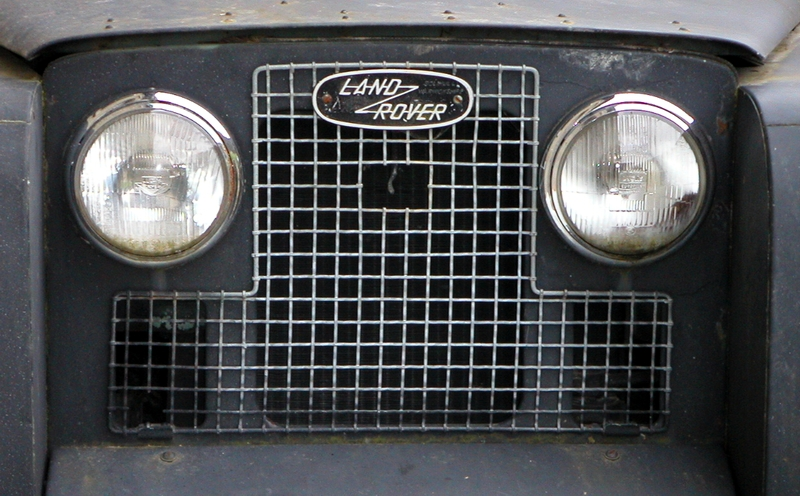
Typischer Land-Rover-Kühlergrill

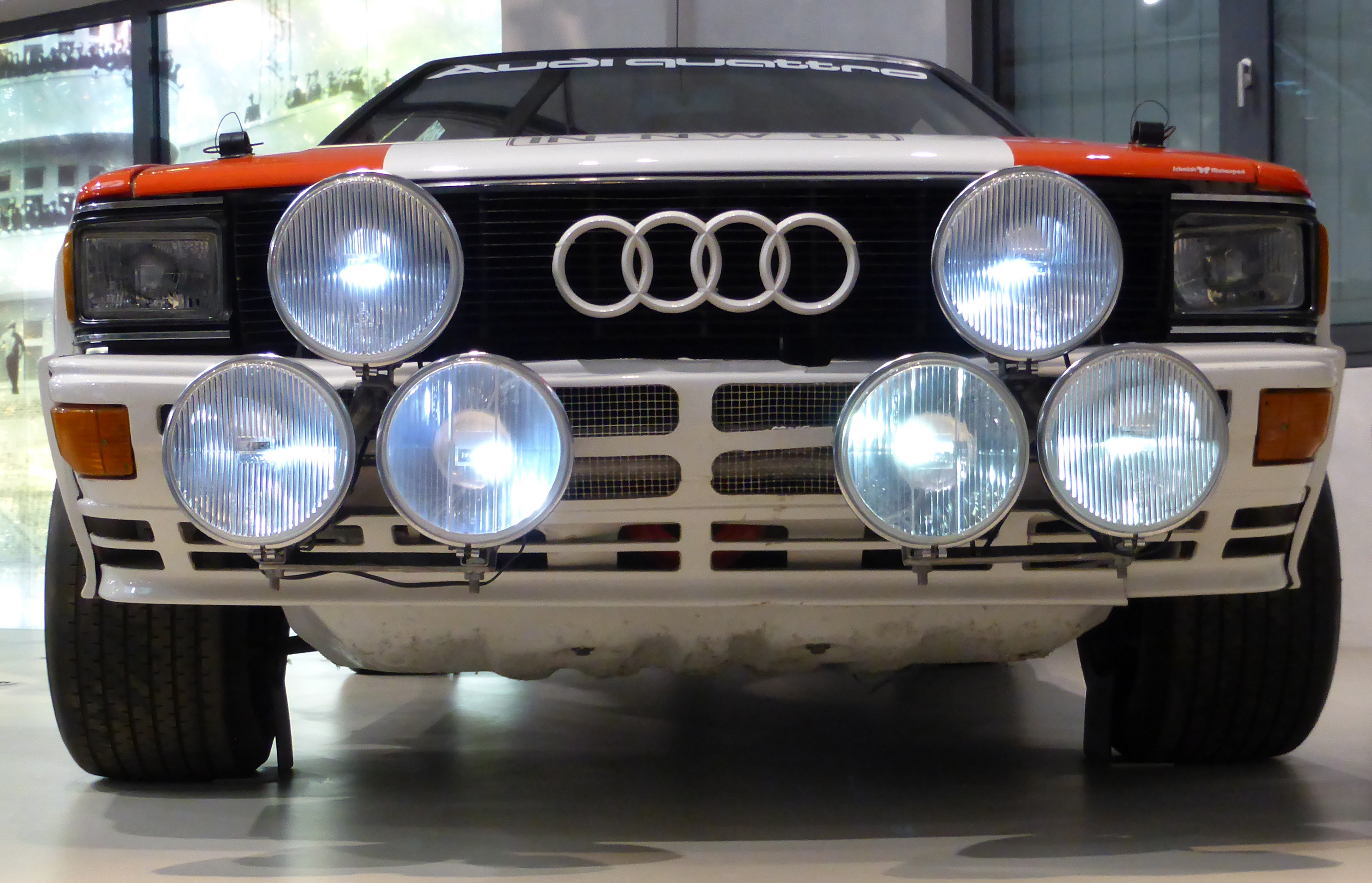
Kühlergrill Audi quattro Rallye-Ausführung

Ein Kühlergrill ist das bei den meisten Kraftfahrzeugen vor dem Kühler angebrachte Gitter.
Ursprünglich diente das Gitter dazu, auf den früher oft unbefestigten Straßen Schmutz und Steinschlag vom eigentlichen Kühler fernzuhalten. In die Kühlrippen einschlagende Steine könnten zu Beschädigung und Leckage führen. Verschmutzte Kühlerlamellen hätten eine geringere Kühlwirkung als saubere; der Motor könnte überhitzen. 
Der Lufteinlass der meisten modernen Fahrzeuge befindet sich unterhalb des Kühlergrills, so dass der Grill zu einem Zierelement im Fahrzeugdesign geworden ist. In Zeiten ähnlicher Formgebung sollen sie eine gewisse Selbständigkeit der Marke demonstrieren. Oft bestimmt der Kühlergrill als Bestandteil der Fahrzeugfront das typische Aussehen der Fahrzeuge einer bestimmten Marke. Beispiele hierfür sind die BMW-Niere, der Audi-Singleframe und der Scudetto bei Alfa Romeo.
Die Gestaltung des Kühlergrills bewegt sich im Spannungsfeld zwischen Design, seiner Funktion als Kühllufteinlass und seiner Aerodynamik, von der der Luftwiderstand des Kraftfahrzeugs und damit auch sein Kraftstoffverbrauch abhängt. Seit etwa Beginn der 2000er Jahre wachsen die Kühlergrills bei vielen neuen Modellen, was durch die Verwirbelung des Luftstroms den Cw-Wert verschlechtert. Ein Ansatz, dieses Problem zu verringern, besteht in Kühlergrills mit Klappen wie an einigen BMW-Modellen, die sich bei höherer Geschwindigkeit schließen.